# Wilhelm Söhrling
Wilhelm Söhrling, född 14 augusti 1822 i Linköpings församling, Östergötlands län, död 9 december 1901 i Hedvig Eleonora församling, Stockholms stad, var en svensk musiker. 

## Biografi
Söhrling var föddes 14 augusti 1822 i Linköping som son till guldsmeden Emanuel Söhrling och Juliana Wilhelmina Wetterberg (1785-). De bodde på Tannefors kvarter nummer 11 i staden. Söhrling flyttade till Stockholm och blev elev vid konservatoriet 1839-1842. Han tog musikdirektörexamen vid musikaliska akademien 1841. Han anställdes vid Lindebergska teatern 1842. Han blev 1844 sånglärare vid Katolska kyrkan i Stockholm. År 1846 blev han director musices och cantus vid Visby högre allmänna läroverk, samt domkyrkoorganist i Visby stadsförsamling. Söhrling blev musikchef för Visby musiksällskap 1847 och anförare för allmänna sångföreningen i Visby 1857.
Han blev 1864 ledamot av Kungliga Musikaliska Akademien och var från 1895 till 1896 tillförordnad sekreterare vid akademien. Söhrling var även verksam som kompositör och komponerade operett, orkestermusik, kammarmusik, sånger och flerstämmiga sånger.

## Kompositioner
- Pröfningen, opera i tre akter med text av tonsättaren. Uppfördes på en sällskapsteater i Visby.[10]
- Sånger vid piano (två häften).[10]
- Sånger för manskör.[10]
- Trion.[10]
- Stråkkvartetter.[10]
- Pianokvartetter.[10]
- Ouvertyrer för orkester.[10]